# Helleborus

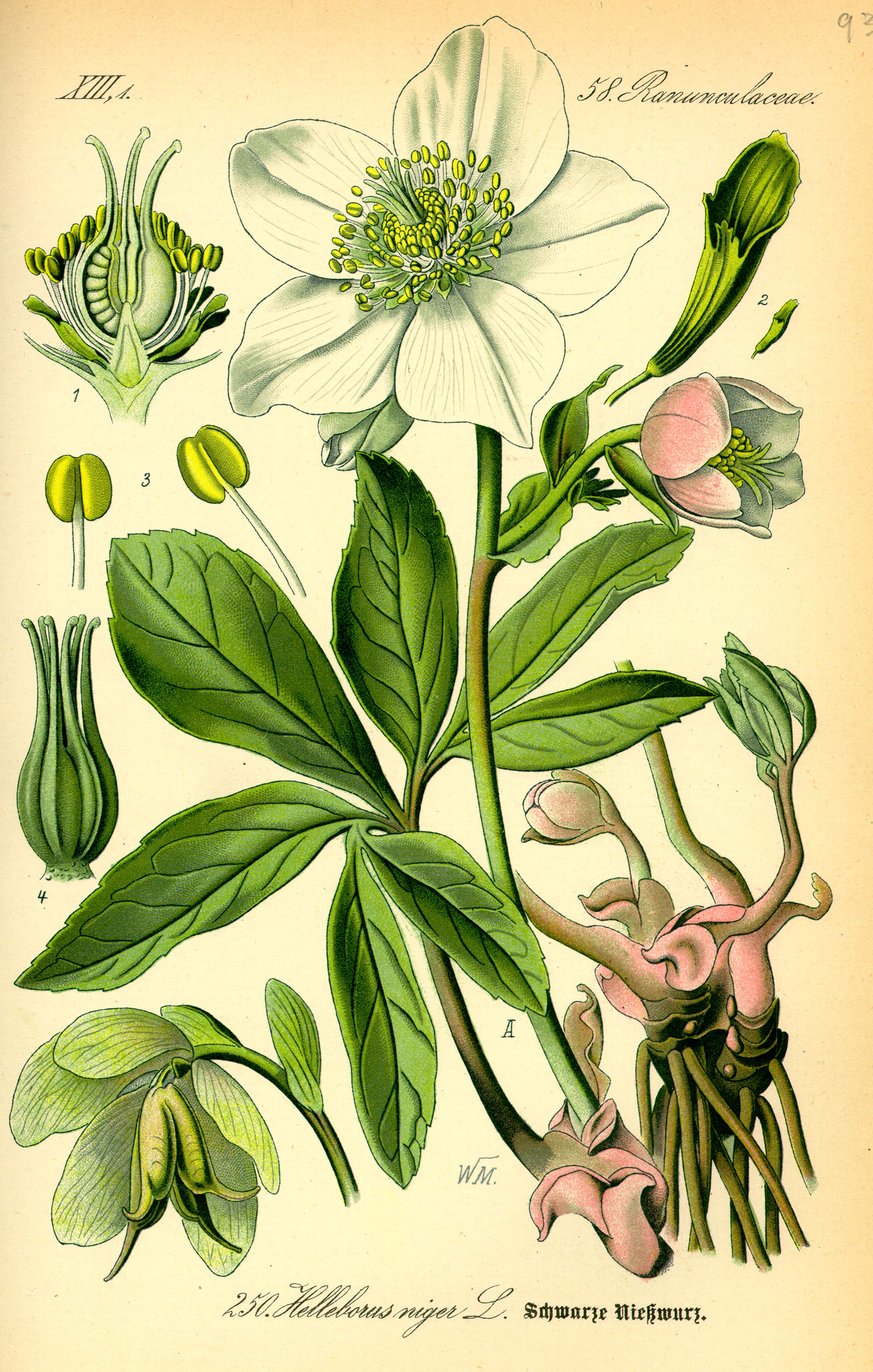
Ilustración de Helleborus niger.

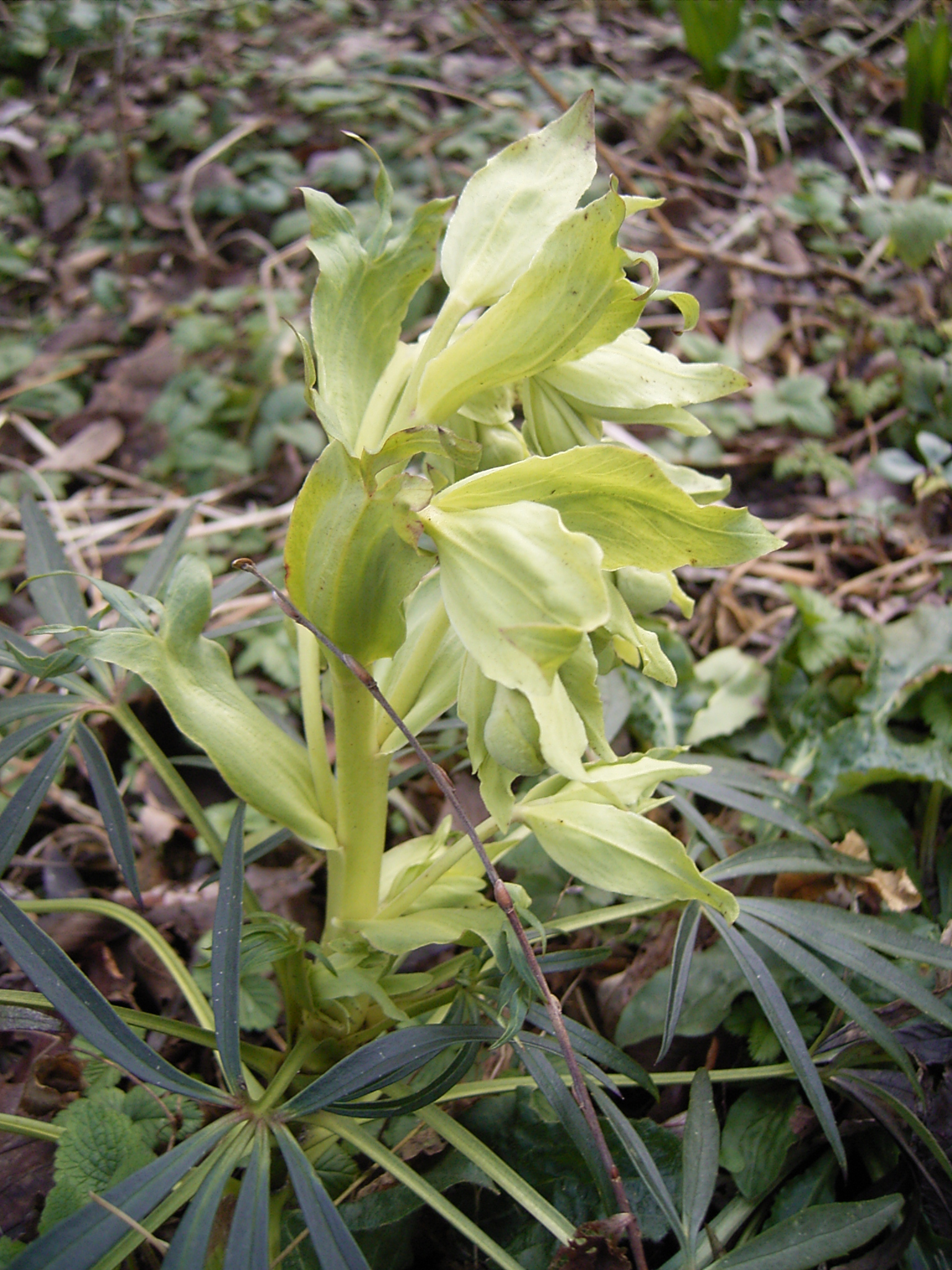
El Helleborus foetidus tiene bonitas hojas perennes muy divididas.

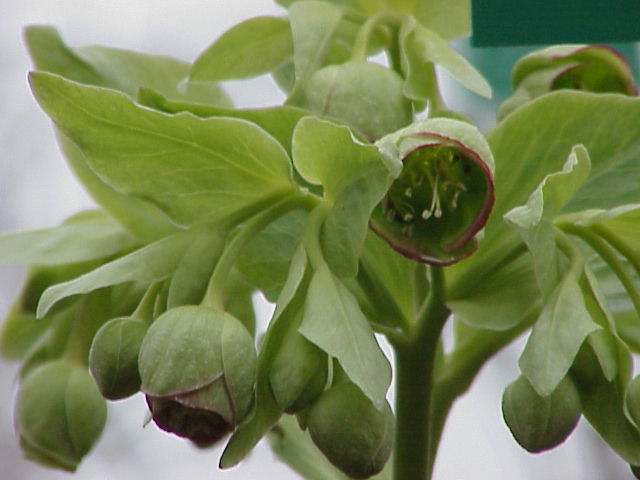
Los pétalos verdes de H. foetidus suelen acabar en un borde morado.

Helleborus es un género de angiospermas de la familia Ranunculaceae. Incluye al menos 20 especies perennes y herbáceas; muchas son venenosas.
El género es nativo de Europa, desde Gran Bretaña a España y Portugal y al este a través de la región del Mediterráneo, en Rumanía y Ucrania, costa norte de Turquía en el Cáucaso. La mayor concentración de la especie se encuentra en los Balcanes.
Las flores tienen cinco pétalos (realmente sépalos y tépalos) que rodean un pequeño anillo tipo cáliz. Los sépalos no bajan como los pétalos pero quedan orientados a la planta. La investigación reciente en España sugiere que el cáliz contribuye al desarrollo de las semillas (Herrera 2005).
Aunque algunas flores de ciertas especies pueden parecer rosas salvajes, no pertenecen a la familia Rosaceae.

## Taxonomía
El género fue descrito por Carlos Linneo y publicado en Species Plantarum 1: 557. 1753. La especie tipo es: Helleborus niger
Etimología
Helleborus: nombre genérico que deriva de los étimos griegos "helle", dañar, y "bora", comida.

## Especies y subespecies
Estas cuatro especies tienen hojas en su tallo de flores (en H. vesicarius mueren cada año)
- Helleborus argutifolius
- Helleborus foetidus
- Helleborus lividus
- Helleborus vesicarius

Estas especies tienen hojas basales. No tienen hojas verdaderas en sus tallos de flores (aunque hay brácteas frondosas).
- Helleborus atrorubens
- Helleborus croaticus
- Helleborus cyclophyllus
- Helleborus dumetorum
- Helleborus abruzzicus
- Helleborus liguricus
- Helleborus bocconei
- Helleborus multifidus
  - Helleborus multifidus hercegovinus
  - Helleborus multifidus istriacus
  - Helleborus multifidus multifidus
- Helleborus niger – Rosa de Navidad o Eléboro negro.
  - Helleborus niger macranthus (syn. H. niger major)
  - Helleborus niger niger
- Helleborus odorus
  - Helleborus odorus laxus
  - Helleborus odorus odorus
- Helleborus orientalis
  - Helleborus orientalis abchasicus (syn. H. abchasicus)
  - Helleborus orientalis guttatus
  - Helleborus orientalis orientalis (syn. H. caucasicus, H. kochii)
- Helleborus purpurascens
- Helleborus thibetanus (syn. H. chinensis)
- Helleborus torquatus
- Helleborus viridis - Eléboro verde o Ballestera verde.
- Helleborus occidentalis (anteriormente H. viridis subsp. occidentalis)